# Neophema
Genre
Neophema est un genre de psittacidé qui regroupe des espèces de petite taille au plumage vert enrichi de zones bleues, rouges, turquoise et jaunes.

## Liste des espèces
D'après la classification de référence (version 6.4, 2016) du Congrès ornithologique international (ordre phylogénique) :
- Neophema chrysostoma – Perruche à bouche d'or
- Neophema elegans – Perruche élégante
- Neophema petrophila – Perruche des rochers
- Neophema chrysogaster – Perruche à ventre orange
- Neophema pulchella – Perruche turquoisine
- Neophema splendida – Perruche splendide